# Lygodactylus ocellatus
Lygodactylus ocellatus es una especie de gecko del género Lygodactylus, familia Gekkonidae. Fue descrita científicamente por Roux en 1907.
Se distribuye por República de Sudáfrica y Suazilandia. Vive en pequeños afloramientos rocosos y sabanas, además se sabe que habita en grietas y debajo de las rocas.